# 李培宜
李培宜，中华人民共和国政治人物、外交官。1985年，接替靳民生担任中华人民共和国驻多哥大使。1990年，由周贤觉接任，其改任中华人民共和国驻扎伊尔共和国大使。